# Vie sauvage
Vie sauvage is een Frans-Belgische film uit 2014 onder regie van Cédric Kahn. De film ging in première op 26 september op het Filmfestival van San Sebastián.

## Verhaal
De film is gebaseerd op het waargebeurde verhaal van Xavier Fortin. Nora verlaat samen met haar drie kinderen haar man Paco. Paco ontvoert twee van zijn zonen en verschuilt zich in de natuur, ver van de stedelijke beschaving. Hij slaagt erin om 11 jaar uit het vizier van de politie te blijven. De twee zoons, Tsali en Okyesa vinden het een groot avontuur maar als de kinderen ouder worden, beginnen ze te rebelleren tegen hun vader.

## Rolverdeling
| Acteur            | Personage                |
| ----------------- | ------------------------ |
| Mathieu Kassovitz | Philippe "Paco" Fournier |
| Céline Sallette   | Nora                     |
| David Gastou      | Tsali, 9 jaar            |
| Sofiane Neveu     | Okyesa, 8 jaar           |
| Romain Depret     | Tsali, adolescent        |
| Jules Ritmanic    | Okyesa, adolescent       |

## Prijzen & nominaties
| jaar | prijs                                         | categorie                    | genomineerde(n)              | uitslag     |
| ---- | --------------------------------------------- | ---------------------------- | ---------------------------- | ----------- |
| 2014 | Internationaal filmfestival van San Sebastián | Special Prize of the Jury    | Cédric Kahn                  | Gewonnen    |
| 2014 | Internationaal filmfestival van San Sebastián | Golden Seashell – Beste film | Golden Seashell – Beste film | Genomineerd |